# シーモア駅 (コネチカット州)
シーモア駅（Seymour）は、コネチカット州ニューヘイブン郡シーモアにあるメトロノース鉄道の駅。

## 概要
メトロノース鉄道のウォーターベリー支線の駅である。この駅からブリッジポートに行ける。この駅からニューヨーク州にあるグランド・セントラル駅に行くには、ブリッジポート駅でニューヘイブン本線に乗換える必要がある。

## 利用可能な鉄道路線／列車
メトロノース鉄道：
■ウォーターベリー支線

## 駅構造
1面1線（単式）のホームを持つ地上駅である。
| 路線                  | 方向 | 行先                 | 備考 |
| --------------------- | ---- | -------------------- | ---- |
| ■ウォーターベリー支線 | 上り | ブリッジポート方面   |      |
| ■ウォーターベリー支線 | 下り | ウォーターベリー方面 |      |

## 隣の駅
メトロノース鉄道
■ウォーターベリー支線
アンソニア - シーモア - ビーコン・フォールズ